# しんのすけとシャン
しんのすけとシャンは、かつてワタナベエンターテインメントに所属していたお笑いコンビ。WCS2期生。2017年7月解散。

## メンバー
しんのすけ（本名：鈴木 新之助（すずき しんのすけ）、1982年9月15日（42歳） - ）立ち位置は左でツッコミ担当
長野県長野市出身。血液型AB型。身長173.5cm。
特技は、サッカー、スノーボード、トランペット、大食い。
憧れの芸人は爆笑問題。
子供の頃からクラスの友達を笑わせることが好きで、『爆笑オンエアバトル』（NHK総合）に自分も出てみたいと思ったことが芸人になるきっかけだった。
シャンと出会ったころは、髪型がいわゆるボンバーヘッドで「イケイケそうでチャラい奴」と思われていた。
解散後はピン芸人として活動後、2019年5月にの井上翔太（元ハチクミ）と『ペニーズハウス』を結成（ライジング・アップ所属）。
シャン（本名：斎藤 康太（さいとう こうた）、1983年3月22日（42歳） - ）立ち位置は右でボケ担当
山梨県甲斐市出身。B型。身長170cm。
特技は、居酒屋の仕込み。
憧れの芸人は志村けん。
坊主頭が特徴。高校1年のとき、試合に負けて坊主にしなければならなかったサッカー部の友達を諭すために、坊主になった（しかしその友達は坊主にならず）。
山岳部出身。インターハイ出場経験あり。
タレントになりたいという思いは元々からあり、2000年頃に松本人志（ダウンタウン）が開催した『全国お笑い共通一次試験』に参加したことがあった。
WCS時代、自己紹介の時におもむろに上着を脱いでブラジャーを付けた姿になったことがあった。これを見たしんのすけは「自分はこんな笑いのとり方はしたくない」と思ったとのこと。
解散後は役者として活動。

## 概要
ピン芸人や他の人とコンビを組んだが、しっくりこず残りもの同士で組んだ。なお、今のコンビ名はすぐに解散するつもりで適当につけたが、先輩から「すぐ解散すると後々も解散癖が付くから、最低一年間は続けろ」と言われ、すぐには解散せず。
2007年2月、「STEP」から「WEL jr」から昇進。同年11月「WEL jr」で1位になり、「WEL」に昇進。
2008年6月1日、ワタナベエンターテインメントのライブ「WEL」に出演して1位になる。
同年11月、ケチン・ダ・コチンらと「C-BOYS」というユニットを組み活動。
2014年5月26日、サンシャイン池崎、ロビンソンズらと同期3組で、定期ライブ「イチヌケ」を開始。
2017年7月9日、コンビ解散を表明した。すぐ解散するつもりだったコンビは最終的に10年続いた。

## 芸風
しんのすけの突っ込みが特徴的。
しんのすけがシャンの頭をつっこむ音が芸風とされているが、本来はボケを貯めてつっこむという漫才がスタイルである。思い切りつっこむというスタイルはWCS時代にネタ見せをしていた時から続けているものであり、しんのすけ曰く「何となくシャンの頭を思い切り叩いてみたらすごくウケた」とのことで、以後このスタイルを続けている。
漫才コンビの立ち位置は、つっこみが右利きの人が多いので、ボケが向かって左、つっこみが向かって右の場合が多いが、しんシャンははじめから逆だったため、そのままとなった。

## 出演

### テレビ
- 爆笑オンエアバトル （NHK総合）戦績5勝0敗 最高533KB
  - 第12回チャンピオン大会 ファーストステージ4位敗退
  - 自己最高の533KB（100人中97票に相当、番組最高KB記録10位タイ）を記録した回（2009年7月24日放送回）はしんのすけの故郷である長野県で収録され、ネタ後のトーク部分で観客席に座っていたしんのすけの家族が登場した。
- オンバト+（NHK総合）戦績2勝2敗 最高477KB
- 爆笑レッドカーペット（フジテレビ　2008年6月18日出演）　キャッチコピーは「漫才版 若さでアタック」
- 新春ゴールデンピンクカーペットSP（フジテレビ、2009年1月1日）キャッチコピーは「漫才版 若さでアタック」
- ジャイケルマクソン（毎日放送）※芸人国勢調査の回に出演
- 爆笑スクランブル
- 新世紀ネタキング決定戦（TOKYO MX、2010年11月4日出演予定）

しんのすけのみ
- タロット探偵ボブ西田（2016年2月27日、信州映画） - チャラ男 役[6]